# Молодіжний чемпіонат Південної Америки з футболу 2011
Молодіжний чемпіонат Південної Америки з футболу 2011 року (ісп. CONMEBOL Sudamericano Sub-20 2011) — 25-ий розіграш молодіжного чемпіонату Південної Америки з футболу, який проходив під егідою КОНМЕБОЛ в Аргентині з 16 січня по 12 лютого 2011 року.
Турнір паралельно служив кваліфікацією для молодіжного чемпіонату світу 2011 року і Бразилія, Уругвай, Аргентина та Еквадор, які посіли перші чотири місця, кваліфікувались на «мундіаль». Крім того, 2 найкращі команди кваліфікувались на літні Олімпійські ігри 2012 року в Лондоні, Велика Британія. Найкращим бомбардиром турніру став бразилець Неймар з дев'ятьма забитими м'ячами.

## Команди
Усі десять молодіжних збірних, що входять до КОНМЕБОЛ, взяли участь у турнірі.
| Збірна                    | Участей | Найкращий результат                   |
| ------------------------- | ------- | ------------------------------------- |
| Аргентина                 | 23      | Чемпіонство (4 рази, востаннє 2003)   |
| Болівія                   | 20      | 4 місце (2 рази, востаннє 1983)       |
| Бразилія (діючий чемпіон) | 24      | Чемпіонство (11 разів, востаннє 2009) |
| Венесуела                 | 21      | 3 місце (1 раз, 1954)                 |
| Еквадор                   | 20      | 4 місце (2 рази, востаннє 1995)       |
| Колумбія                  | 23      | Чемпіонство (2 рази, востаннє 2005)   |
| Парагвай                  | 23      | Чемпіонство (1 раз, 1971)             |
| Перу (господар)           | 24      | 4 місце (2 рази, востаннє 1971)       |
| Уругвай                   | 24      | Чемпіонство (7 разів, востаннє 1981)  |
| Чилі                      | 25      | 2 місце (1 раз, 1975)                 |

## Стадіони
| Арекіпа                    | Арекіпа Мокеґуа Такна |
| -------------------------- | --------------------- |
| Монументаль Вірхен де Чапі | Арекіпа Мокеґуа Такна |
| Місткість: 40,000          | Арекіпа Мокеґуа Такна |
|                            | Арекіпа Мокеґуа Такна |
| Мокеґуа                    | Арекіпа Мокеґуа Такна |
| Стадіон 25 листопада       | Арекіпа Мокеґуа Такна |
| Місткість: 21,000          | Арекіпа Мокеґуа Такна |
|                            | Арекіпа Мокеґуа Такна |
| Такна                      | Арекіпа Мокеґуа Такна |
| Хорхе Басадре              | Арекіпа Мокеґуа Такна |
| Місткість: 19,850          | Арекіпа Мокеґуа Такна |
|                            | Арекіпа Мокеґуа Такна |

## Склади
Кожна команда мала зареєструвати заявку з 22 гравців (троє з яких повинні бути воротарями).

## Формат
Чемпіонат проходив у два групові етапи. На першому 10 команд розділені на дві групи по п'ять збірних та грають по матчу один з одним. По три найкращі команди проходять у другий етап, у якому збірні знову грають по матчу одна з одною і таким чином виявляють призерів.

## Перший етап
Вказано місцевий час (UTC−5).

### Група A
| Збірна    | І | В | Н | П | ГЗ | ГП | РГ | О  |
| --------- | - | - | - | - | -- | -- | -- | -- |
| Аргентина | 4 | 3 | 1 | 0 | 8  | 4  | +4 | 10 |
| Чилі      | 4 | 2 | 0 | 2 | 6  | 8  | −2 | 6  |
| Уругвай   | 4 | 1 | 1 | 2 | 6  | 5  | +1 | 4  |
| Перу      | 4 | 1 | 1 | 2 | 4  | 5  | −1 | 4  |
| Венесуела | 4 | 0 | 3 | 1 | 4  | 6  | −2 | 3  |

| 16 січня 2011 15:00 |

| Аргентина           | 2–1      | Уругвай     |
| ------------------- | -------- | ----------- |
| Ойос 58' Ітурбе 90' | Протокол | Полента 37' |

| Монументаль Вірхен де Чапі, Арекіпа Арбітр: Вільмар Ролдан (Колумбія) |

| 16 січня 2011 17:10 |

| Перу | 0–2      | Чилі                  |
| ---- | -------- | --------------------- |
|      | Протокол | Реєс 52' Мартінес 60' |

| Монументаль Вірхен де Чапі, Арекіпа Арбітр: Антоніо Аріас (Парагвай) |

| 19 січня 2011 17:30 |

| Перу        | 1–2      | Аргентина                  |
| ----------- | -------- | -------------------------- |
| Кальєнс 65' | Протокол | Фунес Морі 2' Сукуліні 86' |

| Монументаль Вірхен де Чапі, Арекіпа Арбітр: Вілсон Сенеме (Бразилія) |

| 19 січня 2011 19:30 |

| Венесуела | 1–1      | Уругвай         |
| --------- | -------- | --------------- |
| Реєс 19'  | Протокол | Ф. Родрігес 58' |

| Монументаль Вірхен де Чапі, Арекіпа Арбітр: Рауль Ороско (Болівія) |

| 22 січня 2011 15:00 |

| Аргентина  | 1–1      | Венесуела  |
| ---------- | -------- | ---------- |
| Араухо 55' | Протокол | Ороско 65' |

| Монументаль Вірхен де Чапі, Арекіпа Арбітр: Антоніо Аріас (Парагвай) |

| 22 січня 2011 17:10 |

| Чилі | 0–4      | Уругвай                                 |
| ---- | -------- | --------------------------------------- |
|      | Протокол | Сеппеліні 10', 44' Луна 73' Полента 77' |

| Монументаль Вірхен де Чапі, Арекіпа Арбітр: Омар Понсе (Еквадор) |

| 24 січня 2011 18:00 |

| Чилі       | 1–3      | Аргентина                   |
| ---------- | -------- | --------------------------- |
| Маркес 69' | Протокол | Феррейра 58', 67' Моска 73' |

| Монументаль Вірхен де Чапі, Арекіпа Арбітр: Рауль Ороско (Болівія) |

| 24 січня 2011 20:10 |

| Перу        | 1–1      | Венесуела  |
| ----------- | -------- | ---------- |
| Норонья 15' | Протокол | Ороско 78' |

| Монументаль Вірхен де Чапі, Арекіпа Глядачів: 5 000 Арбітр: Вільмар Ролдан (Колумбія) |

| 27 січня 2011 18:00 |

| Чилі                              | 3–1      | Венесуела |
| --------------------------------- | -------- | --------- |
| Пінто 24' Гальєгос 45' Маркес 86' | Протокол | Меса 14'  |

| Монументаль Вірхен де Чапі, Арекіпа Арбітр: Вілсон Сенеме (Бразилія) |

| 27 січня 2011 20:10 |

| Перу                  | 2–0      | Уругвай |
| --------------------- | -------- | ------- |
| Охеда 15' Донайре 71' | Протокол |         |

| Монументаль Вірхен де Чапі, Арекіпа Арбітр: Омар Понсе (Еквадор) |

### Група B
| Збірна   | І | В | Н | П | ГЗ | ГП | РГ | О  |
| -------- | - | - | - | - | -- | -- | -- | -- |
| Бразилія | 4 | 3 | 1 | 0 | 9  | 4  | +5 | 10 |
| Еквадор  | 4 | 2 | 1 | 1 | 5  | 3  | +2 | 7  |
| Колумбія | 4 | 1 | 2 | 1 | 7  | 8  | −1 | 5  |
| Парагвай | 4 | 1 | 1 | 2 | 6  | 8  | −2 | 4  |
| Болівія  | 4 | 0 | 1 | 3 | 3  | 7  | −4 | 1  |

| 17 січня 2011 19:00 |

| Колумбія           | 1–1      | Еквадор            |
| ------------------ | -------- | ------------------ |
| Кардона 71' (пен.) | Протокол | Касарес 29' (пен.) |

| Хорхе Басадре, Такна Арбітр: Віктор Каррільйо (Перу) |

| 17 січня 2011 21:10 |

| Бразилія                         | 4–2      | Парагвай                 |
| -------------------------------- | -------- | ------------------------ |
| Неймар 25' (пен.), 33', 60', 63' | Протокол | Вієра 51' Монтенегро 84' |

| Хорхе Басадре, Такна Арбітр: Дієго Абаль (Аргентина) |

| 20 січня 2011 19:00 |

| Болівія | 0–1      | Парагвай   |
| ------- | -------- | ---------- |
|         | Протокол | Торрес 23' |

| Хорхе Басадре, Такна Арбітр: Марлон Ескаланте (Венесуела) |

| 20 січня 2011 21:10 |

| Колумбія           | 1–3      | Бразилія                                 |
| ------------------ | -------- | ---------------------------------------- |
| Кардона 65' (пен.) | Протокол | Каземіро 55' Вілліан Жозе 63' Неймар 86' |

| Хорхе Басадре, Такна Арбітр: Даріо Убріако (Уругвай) |

| 23 січня 2011 11:30 |

| Бразилія   | 1–1      | Болівія  |
| ---------- | -------- | -------- |
| Енріке 41' | Протокол | Ріос 76' |

| Стадіон 25 листопада, Мокеґуа Арбітр: Хорхе Осоріо (Чилі) |

| 23 січня 2011 13:40 |

| Еквадор       | 1–0      | Парагвай |
| ------------- | -------- | -------- |
| Монтаньйо 60' | Протокол |          |

| Стадіон 25 листопада, Мокеґуа Арбітр: Даріо Убріако (Уругвай) |

| 25 січня 2011 19:00 |

| Колумбія               | 2–1      | Болівія  |
| ---------------------- | -------- | -------- |
| Франко 21' Ескобар 37' | Протокол | Ріос 57' |

| Хорхе Басадре, Такна Арбітр: Віктор Каррільйо (Перу) |

| 25 січня 2011 21:10 |

| Еквадор | 0–1      | Бразилія   |
| ------- | -------- | ---------- |
|         | Протокол | Енріке 24' |

| Хорхе Басадре, Такна Арбітр: Дієго Абаль (Аргентина) |

| 28 січня 2011 19:00 |

| Еквадор                            | 3–1      | Болівія  |
| ---------------------------------- | -------- | -------- |
| Чала 51' Кайседо 61' Монтаньйо 83' | Протокол | Ріос 42' |

| Хорхе Басадре, Такна Арбітр: Марлон Ескаланте (Венесуела) |

| 28 січня 2011 21:10 |

| Колумбія                    | 3–3      | Парагвай                 |
| --------------------------- | -------- | ------------------------ |
| Кардона 39', 87' Ортега 68' | Протокол | Корреа 32' Руїс 37', 57' |

| Хорхе Басадре, Такна Арбітр: Хорхе Осоріо (Чилі) |

## Фінальний етап
| Кваліфікація на молодіжний чемпіонат світу 2011 року і Олімпійські ігри 2012 року |
| Кваліфікація на молодіжний чемпіонат світу 2011 року                              |

| Збірна    | І | В | Н | П | ГЗ | ГП | РГ  | О  |
| --------- | - | - | - | - | -- | -- | --- | -- |
| Бразилія  | 5 | 4 | 0 | 1 | 15 | 3  | +12 | 12 |
| Уругвай   | 5 | 3 | 1 | 1 | 4  | 7  | –3  | 10 |
| Аргентина | 5 | 3 | 0 | 2 | 7  | 5  | +2  | 9  |
| Еквадор   | 5 | 2 | 2 | 1 | 3  | 2  | +1  | 8  |
| Чилі      | 5 | 1 | 0 | 4 | 6  | 11 | −5  | 3  |
| Колумбія  | 5 | 0 | 1 | 4 | 1  | 8  | −7  | 1  |

1.↑  Як господарі молодіжного чемпіонату світу 2011 року, Колумбія автоматично пройшла кваліфікацію на турнір.
| 31 січня 2011 16:50 |

| Уругвай  | 1–0      | Колумбія |
| -------- | -------- | -------- |
| Луна 42' | Протокол |          |

| Монументаль Вірхен де Чапі, Арекіпа Арбітр: Дієго Абаль (Аргентина) |

| 31 січня 2011 19:00 |

| Аргентина | 0–1      | Еквадор       |
| --------- | -------- | ------------- |
|           | Протокол | Монтаньйо 46' |

| Монументаль Вірхен де Чапі, Арекіпа Арбітр: Вілсон Сенеме (Бразилія) |

| 31 січня 2011 21:10 |

| Чилі         | 1–5      | Бразилія                                                            |
| ------------ | -------- | ------------------------------------------------------------------- |
| Карраско 19' | Протокол | Неймар 17', 47' Лукас Моура 65' Дієго Маурісіо 81' Вілліан Жозе 89' |

| Монументаль Вірхен де Чапі, Арекіпа Арбітр: Омар Понсе (Еквадор) |

| 3 лютого 2011 16:50 |

| Уругвай   | 1–1      | Еквадор       |
| --------- | -------- | ------------- |
| Маяда 17' | Протокол | Монтаньйо 59' |

| Монументаль Вірхен де Чапі, Арекіпа Арбітр: Антоніо Аріас (Парагвай) |

| 3 лютого 2011 19:00 |

| Чилі                        | 2–3      | Аргентина                                    |
| --------------------------- | -------- | -------------------------------------------- |
| Карраско 15' Гальєгос 90+1' | Протокол | Феррейра 50' (пен.) Ітурбе 62' Тальяфіко 72' |

| Монументаль Вірхен де Чапі, Арекіпа Арбітр: Віктор Каррільйо (Перу) |

| 3 лютого 2011 21:10 |

| Бразилія                       | 2–0      | Колумбія |
| ------------------------------ | -------- | -------- |
| Каземіро 3' Дієго Маурісіо 89' | Протокол |          |

| Монументаль Вірхен де Чапі, Арекіпа Арбітр: Рауль Ороско (Болівія) |

| 6 лютого 2011 15:50 |

| Уругвай  | 1–0      | Чилі |
| -------- | -------- | ---- |
| Луна 37' | Протокол |      |

| Монументаль Вірхен де Чапі, Арекіпа Арбітр: Вілсон Сенеме (Бразилія) |

| 6 лютого 2011 18:00 |

| Колумбія | 0–0      | Еквадор |
| -------- | -------- | ------- |
|          | Протокол |         |

| Монументаль Вірхен де Чапі, Арекіпа Арбітр: Марлон Ескаланте (Венесуела) |

| 6 лютого 2011 20:10 |

| Аргентина                       | 2–1      | Бразилія         |
| ------------------------------- | -------- | ---------------- |
| Фунес Морі 7' (пен.) Ітурбе 68' | Протокол | Вілліан Жозе 55' |

| Монументаль Вірхен де Чапі, Арекіпа Арбітр: Вільмар Ролдан (Колумбія) |

| 9 лютого 2011 16:50 |

| Колумбія        | 1–3      | Чилі                                 |
| --------------- | -------- | ------------------------------------ |
| Маганья 2' (аг) | Протокол | Гальєгос 23' Бустос 42' Карраско 47' |

| Монументаль Вірхен де Чапі, Арекіпа Арбітр: Антоніо Аріас (Парагвай) |

| 9 лютого 2011 19:00 |

| Уругвай    | 1–0      | Аргентина |
| ---------- | -------- | --------- |
| Весіно 64' | Протокол |           |

| Монументаль Вірхен де Чапі, Арекіпа Арбітр: Рауль Ороско (Болівія) |

| 9 лютого 2011 21:10 |

| Еквадор | 0–1      | Бразилія    |
| ------- | -------- | ----------- |
|         | Протокол | Каземіро 8' |

| Монументаль Вірхен де Чапі, Арекіпа Арбітр: Віктор Каррільйо (Перу) |

| 12 лютого 2011 16:50 |

| Колумбія | 0–2      | Аргентина                        |
| -------- | -------- | -------------------------------- |
|          | Протокол | Феррейра 14' (пен.) Сукуліні 32' |

| Монументаль Вірхен де Чапі, Арекіпа Арбітр: Марлон Ескаланте (Венесуела) |

| 12 лютого 2011 19:00 |

| Еквадор    | 1–0      | Чилі |
| ---------- | -------- | ---- |
| Арройо 72' | Протокол |      |

| Монументаль Вірхен де Чапі, Арекіпа Арбітр: Вільмар Ролдан (Колумбія) |

| 12 лютого 2011 21:10 |

| Уругвай | 0–6      | Бразилія                                             |
| ------- | -------- | ---------------------------------------------------- |
|         | Протокол | Лукас Моура 40', 42', 80' Даніло 51' Неймар 57', 62' |

| Монументаль Вірхен де Чапі, Арекіпа Арбітр: Антоніо Аріас (Парагвай) |

## Статистика

### Переможець
| Молодіжний чемпіонат Південної Америки з футболу 2011 |
| ----------------------------------------------------- |
| Бразилія 11 титул                                     |

### Символічна збірна
| Воротар         | Захисники                                     | Півзахисники                        | Нападники                      |
| --------------- | --------------------------------------------- | ----------------------------------- | ------------------------------ |
| Естебан Андрада | Даніло Бруно Увіні Джон Нарваес Дієго Полента | Йоандрі Ороско Каземіро Лукас Моура | Неймар Адріан Луна Хуан Ітурбе |

### Підсумкова таблиця
| Місце | Збірна    | Г | О  | І | В | Н | П | ГЗ | ГП | РГ  | В%     |
| ----- | --------- | - | -- | - | - | - | - | -- | -- | --- | ------ |
| 1     | Бразилія  | B | 22 | 9 | 7 | 1 | 1 | 24 | 7  | +17 | 81.48% |
| 2     | Уругвай   | A | 14 | 9 | 4 | 2 | 3 | 10 | 15 | -5  | 51.85% |
| 3     | Аргентина | A | 19 | 9 | 6 | 1 | 2 | 15 | 9  | 6   | 70.37% |
| 4     | Еквадор   | B | 15 | 9 | 4 | 3 | 2 | 8  | 5  | 3   | 55.56% |
| 5     | Чилі      | A | 9  | 9 | 3 | 0 | 6 | 12 | 19 | -7  | 33.33% |
| 6     | Колумбія  | B | 6  | 9 | 1 | 3 | 5 | 8  | 16 | -8  | 22.22% |
| 7     | Перу      | A | 4  | 4 | 1 | 1 | 2 | 4  | 5  | -1  | 50%    |
| 8     | Парагвай  | B | 4  | 4 | 1 | 1 | 2 | 6  | 8  | –2  | 33.33% |
| 9     | Венесуела | A | 3  | 4 | 0 | 3 | 1 | 4  | 6  | –2  | 25%    |
| 10    | Болівія   | B | 1  | 4 | 0 | 1 | 3 | 3  | 7  | –4  | 0%     |

### Найкращі бомбардири
| 9 голів - Неймар 4 голи - Факундо Феррейра - Лукас Моура - Едвін Кардона - Едсон Монтаньйо 3 голи - Хуан Ітурбе - Каземіро - Вілліан Жозе - Дарвін Ріос - Браян Карраско - Феліпе Гальєгос - Адріан Луна | 2 голи - Рохеліо Фунес Морі - Бруно Сукуліні - Енріке - Дієго Маурісіо - Алехандро Маркес - Оскар Руїс - Пабло Сеппеліні - Дієго Полента - Йоандрі Ороско 1 гол - Серхіо Араухо - Майкл Ойос - Клаудіо Моска - Ніколас Тальяфіко - Даніло - Рамсес Бустос - Хосе Мартінес - Яшир Пінто - Лоренсо Реєс - Андрес Раміро Ескобар | - Педро Франко - Міхаель Ортега - Діксон Арройо - Маркос Кайседо - Хуан Касарес - Вальтер Чала - Клаудіо Корреа - Бріан Монтенегро - Іван Торрес - Дієго Вієра - Александер Кальєнс - Дієго Донайре - Оснар Норонья - Анхель Охеда - Каміло Маяда - Федеріко Родрігес - Матіас Весіно - Хосе Меса - Хосе Мігель Реєс Автогол - Крістіан Маганья (проти Колумбії) |